# 지상 최대의 쇼
지상 최대의 쇼(The Greatest Show on Earth)는 1952년 공개된 미국의 드라마 영화이다.

## 줄거리
브래드 브래든은 세계 최대 규모의 철도 서커스단의 실속 있는 총책임자이다. 쇼의 이사회는 흔들리는 전후 경제에서 돈을 잃을 위험을 감수하기보다는 짧은 10주 시즌을 운영할 계획이다. 브래드는 서커스가 수익을 내는 한 계속해서 서커스를 유지하기로 흥정하여 1,400명의 공연자와 루스트어바웃을 계속 고용한다.
브래드는 마지 못해 그의 공중 곡예사 여자 친구 홀리에게 그녀가 더 이상 스타가 될 수 없을 것이라고 말한다. 그는 중앙 링 디스플레이를 위해 세계적으로 유명한 공중 곡예사(그리고 악명 높은 여성 남성) "위대한 세바스천"을 고용해야 했다. 홀리는 상심하고 브래드가 감정이 없다고 주장한다. 화장 없이는 절대 나타나지 않고 의학 지식을 가지고 있는 것처럼 보이는 사랑하는 광대 버튼스에게도 문제가 발생하고 있다. 홀리는 자비로운 살인자에 대한 신문 기사를 찾았지만 아내를 죽인 의사를 버튼스와 즉시 연결하지 않는다.
세바스천이 도착하고 두 명의 이전 연인이 차갑게 맞이한다. 병적으로 질투하는 클로스와 함께 코끼리 연기를하는 에인절과 음악 번호 중 하나에서 철 턱 예술가이자 가수로 이중 역할을 하는 필리스이다. 세바스천은 홀리에게 매력을 느끼고 그녀에게 센터 링을 제공한다. 브래드가 거절하자 홀리는 그녀의 반지를 관심의 초점으로 만들겠다고 맹세한다.
버튼스의 어머니는 공연에 참석하여 경찰이 그의 뒤를 쫓고 있다고 경고한다. 한편 두 공중 곡예사 간의 경쟁은 점점 더 위험해진다. 결투는 세바스천이 안전망을 제거하면 종료되고 스턴트가 잘못되면 심각한 추락을 겪는다. 버튼스는 구급차가 오기 전에 그를 돌보며 서커스의 의사에게 깊은 인상을 남긴다. 홀리는 마침내 센터 링과 스타 청구서를 얻었지만 그것을 얻은 방법을 싫어한다. 브래드는 이제 세바스천에 대한 감정이 생겼기 때문에 그녀를 위로할 수 없다.
깨끗한 쇼를 운영하는 브래드는 고객을 속이는 비뚤어진 중간 영업권자인 해리를 붙잡는다. 해리는 해고되고 복수를 맹세하며 특히 클로스에 대한 불만을 심는 쇼 주변에 매달려 있다. 몇 달 후 세바스천은 쇼에 다시 합류하지만 오른팔이 마비되었다. 죄책감에 휩싸인 홀리는 브래드가 무감각하다고 믿고 세바스찬에 대한 사랑을 고백한다. 에인절은 홀리의 행동에 대해 꾸짖고 브래드 자신과 관계를 시작한다. 공연 중 분노한 클라우스는 엔젤을 다른 남자에게 보내지 않고 코끼리를 밟겠다고 위협한다. 브래드는 그녀를 구하기 위해 개입하고 클로스를 해고한다.
자비로운 살인마를 쫓는 FBI 특수요원 그레고리가 두 서커스 열차 중 두 번째 열차에 합류한다. 그는 브래드에게 화장하지 않은 버튼스의 사진을 보여 주지만 브래드는 그를 알아보지 못한다. 나중에 버튼스는 브래드에게 세바스천이 부상당한 손에 감각이 있다고 말하며 이는 그의 장애가 영구적이지 않다는 신호이다. 브래드는 연결을 만들고 그레고리가 다음 정류장에서 지문을 찍을 것이라는 사실을 우연히 관찰하여 원하는 경우 버튼스가 탈출하거나 낮게 누울 수 있다.
해리와 클라우스는 그것을 털기 위해 첫 번째 기차를 멈춘다. 클로스는 두 번째 기차가 오는 것을 보고 에인절이 타고 있음을 깨닫는다. 그는 다가오는 기차에 경고하기 위해 차의 헤드라이트를 선로 아래로 돌린다. 제 시간에 브레이크를 밟지 못한 두 번째 기차는 차를 부수고 클로스와 해리를 죽이다. 첫 열차와도 충돌해 큰 피해와 많은 사상자가 발생했다.
브래드는 절단된 동맥에서 피를 흘리며 잔해에 고정되었다. 버튼스는 난파선에서 벗어나려고 하지만 홀리는 자신이 진정으로 사랑하는 사람을 깨닫고 버튼스에게 도움을 청한다. 버튼스는 동일한 희귀 혈액형을 가진 세바스천으로부터 브래드에게 직접 수혈을 제공한다. 그레고리는 버튼스를 돕고 마지 못해 그를 체포하며 "당신은 괜찮다."라고 말했다. 버튼스는 자신의 개를 아이에게 맡기고 그레고리와 함께 알 수 없는 운명에 맞서기 위해 떠난다.
홀리가 쇼를 지휘하여 인근 마을 전체를 야외 공연으로 이끄는 퍼레이드를 시작한다. 브래드는 이제 그가 홀리를 얼마나 사랑하는지 깨닫지만 쇼가 계속되어야 하기 때문에 이제 그를 위한 시간이 없다. 세바스천은 에인절에게 결혼을 제안하고 그녀는 수락한다. 홀리는 서커스가 살아남을 수 있도록 재난으로부터의 웅장한 회복인 세 개의 고리 주변에서 즉흥적인 "사양"으로 공연자들을 이끈다.

## 출연

### 주연
- 베티 허튼
- 코넬 와일드
- 찰톤 헤스톤
- 도로시 라무어
- 글로리아 그레이엄

### 조연
- 헨리 윌콕슨
- 라일 벨트거
- 로렌스 티에니
- 에멧 켈리
- 존 켈로그
- 존 리질리
- 프랭크 윌콕스
- 줄리아 페이
- 제임스 스튜어트

## 기타
- 협력프로듀서: 헨리 윌콕슨
- 의상: 에디스 헤드
- 의상: 도로시 지킨스